# 해롤드 로이드 주니어
해롤드 로이드 주니어(Harold Lloyd Jr., 1931년 1월 25일 ~ 1971년 6월 9일)는 미국의 배우, 영화배우이다.
베벌리힐스에서 태어났으며 로스앤젤레스에서 사망하였다. 사인은 뇌졸중이다.  포리스트 론 메모리얼 파크에 매장되었다.

## 영화
- 프랑켄슈타인의 딸 (1958년)